# Valérie Leulliot
Pour les articles homonymes, voir Leulliot.
Valérie Leulliot, née en 1967, est une chanteuse-auteur-compositrice française, fondatrice et membre principal du groupe Autour de Lucie.

## Biographie
Née en 1967, Valérie Leulliot est la fille de Jean-Michel Leulliot, journaliste sportif, et de Maryse Gildas.
En 1993, elle forme le groupe Autour de Lucie avec le bassiste Fabrice Dumont et le guitariste Olivier Durand .
Après avoir sorti cinq albums avec le groupe, elle enregistre à Paris son premier album solo, Caldeira (« chaudron » en portugais), avec l’aide de Sébastien Lafargue (dernier bassiste en date d’Autour de Lucie) et de Stephan Kramer au mixage. Y figure la chanson Mon homme blessé, écrite par Miossec,.
En 1998, elle apparaît sur une chanson de Jay-Jay Johanson (Jay Jay Johanson) dans l'album Tattoo.
En 2001, elle chante, avec Ben & Jason, dans le titre Another stupid song, sur leur album Ten songs about you (Go Beat/Universal)
Elle prête sa voix sur le roman musical (livre + cd) de Florent Marchet et Arnaud Cathrine, Frère animal, sorti en mars 2008 aux éditions Verticales.
En 2014, elle interprète le mousquetaire Athos au théâtre Am Stram Gram de Genève.

## Discographie solo
- 2007 : Caldeira[10]